# Reflex
Reflex – rosyjski zespół muzyczny założony w 1999 r. w Moskwie. Wykonuje przeważnie disco, eurodance i pop. Założycielką zespołu jest Irina Nelson. Zespół wydał 8 studyjnych albumów.

## Historia
W drugiej połowie lat dziewięćdziesiątych piosenkarka Irina Nelson uzyskała znaczącą popularność pod pseudonimem „Diana”. Jednakże u szczytu kariery – 1998 – nagle znikła z rosyjskiej sceny muzycznej i wyjechała do Niemiec. To właśnie w Niemczech zaczęła pierwsze eksperymenty na stworzenie swojego zupełnie nowego stylu muzycznego. Tam też Irina dołączyła do Wschodniej Praktyki Jogi i Medytacji. Czytanie literatury ezoterycznej i pracy w delikatnych sprawach pozwoliły jej na ponowne poczucie smaku życia i obudzenie uśpionego do kreatywności twórczego umysłu.
W 1999 Nelson wróciła do Moskwy, gdzie czekała na powrót swojego męża kompozytora i producenta Wiaczesława Tiurina. Gdy wrócił, poinformowała go o swoim pomyśle progresywnego projektu koncentrujących się na otwartych słuchaczach. Tiurin podjął próbę uformowania nowej grupy. Szukał młodych wykonawców, którzy mogliby być twarzą zespołu wraz z wcześniejszą „Dianą”. Zespół miał uzyskać w krótkim czasie dużą popularność oraz miała stać się liderem rosyjskiej muzyki pop.
„Kiedy zapadła decyzja o założeniu formacji, trzeba było wymyślić nazwę!” – mówi kompozytor – „Zaczęliśmy czytać wszystkie etykiety wokół, i w pewnej chwili zobaczyłem słowo „Reflection”. Tłumaczone z łaciny oznacza „odbicie”, a myśleliśmy, że Reflex to słowo, które odzwierciedla nasz wewnętrzny świat.” Powrót Iriny Nelson na scenę okazał się wspaniały. Pierwszy singiel Дальний свет (Dalnij swiet) został wydany w 1999 oraz zajął pierwsze miejsce w „Eurohit Top 40" w radiu „Europa+”.
W 2000 roku do zespołu dołączyli Olga Koszelewa (chórki) oraz Denis Dawidowskij (taniec). Wydali singiel Встречай новый день (Wstreczaj nowyj dien’), który znalazł się na ich pierwszym studyjnym albumie zatytułowanym tak samo jak piosenka. Jednakże prawdziwą sławę grupie zafundował singiel Сойти с ума (Sojti s uma), który od razu po wydaniu zajął czołowe miejsca list przebojów w Rosji i innych krajach WNP.
Znaczące zmiany w składzie grupy zaczęły się od wejścia Grigorija Rozow (DJ-a Silvera) do zespołu w styczniu 2002 roku. W marcu ówczesnego roku odeszli Koszelewa(chciała kontynuować naukę) i Dawidowskij(wstąpił do armii), a w kwietniu doszła Alona Torganowa, która wykonywała chórki za poprzedniczkę. Pierwszy singiel przedstawiający nową odsłonę grupy został pokazany w klipie Первый раз(Pierwyj raz). Zapoczątkował on nową epokę muzyki zespołu Relfex. Ten zestaw zespołu, czyli „Irina-Silver-Alona” został okrzyknięty mianem „Zołotoj sostaw” (Złoty Skład). Nie bez powodu. Okres świetności zespołu był właśnie wtedy, gdy byli we troje. Wydali 12 singli w latach 2002–2006 oraz 5 albumów. Formacja stawała się coraz to popularniejsza, stawała na scenach festiwali telewizyjnych i nie tylko. Fani kochali ten skład, kochali ich utwory.
W lutym 2006 do Reflexu dołączyła Żenia Małachowa. Został wydany singiel Я разбила небо (Ja razbiła niebo) w dwóch wersjach – z Eugenią i bez niej. Trudno stwierdzić, który został lepiej przyjęty przez słuchaczy. Ostatnią piosenką w tym składzie było Жёсткое диско (Żostkoje disko).
2007 rok to kolejny rok zmian w grupie. W styczniu odeszła Irina Nelson z chęcią rozpoczęcia kariery solowej. W lutym zastąpiła ją Anastasija Studionkina. W kwietniu odszedł DJ Silver, tłumacząc się, że ma inne pomysły na muzyczne projekty. Zatem pierwsze żeńskie trio tworzyły Żenia Małachowa (która zajęła miejsce liderki zespołu po odejściu Iriny), Alona oraz Anastasija. Wydały piosenkę „Научи любить” (Nauczi liubit’) przedstawiający nowe brzmienie i spojrzenie na grupę. W 2008 roku stworzyły album Blondes 126. W 2009 odeszła Studionkina, a na jej miejsce weszła w sierpniu Lena Maksimowa. Nagrały Девочка-ветер (Diewoczka-wietier) ukazujący ponownie nowy skład grupy.
W 2010 roku gościnnie w singlu Селяви (C’est la vie) wystąpiła Irina Nelson, lecz jakoś piosenka nie zdobyła jakiejś druzgocącej sławy, a nawet została skrytykowana przez fanów. W marcu 2011 roku odeszła Jelena Maksimowa. Na jej miejsce w maju weszła Ana Baston. Była pierwszą solistką w grupie z czarnymi włosami. Formacja nie wydała nowych singli, więc na koncertach wykonywały piosenki z poprzednich składów. We wrześniu Żenia Małachowa dostała propozycję w branży filmowej, wiązało to się z opuszczeniem grupy i zespół ponownie stał się duetem.
Po jej odejściu zapowiedziano kastingi na „trzecią”. Jednakże przerwano je, ponieważ założycielka i pierwsza członkini zespołu, Irina Nelson, zapowiedziała, że wróci do grupy, gdyż wpadła na pomysł połączenia pomysłu jej solowej kariery z grupą Reflex.
Irina Nelson do zespołu wróciła 1 lutego 2012 roku. Fani byli zszokowani jej powrotem, nie spodziewali się. Pierwszą piosenką od tak dłuższego czasu nieaktywności złotego składu była Я буду небом твоим. W krótkim czasie teledysk zdobył 3 miliony wyświetleń na YouTube. Widzowie ciepło przyjęli powrót.
W 2013 roku wydano singiel „Angel” w duecie z Elvirą T. W porozumieniu z gościnnie występującą wokalistką jej partie wokalne na koncertach wykonuje Alona Torganowa.
Pod koniec czerwca wydano piosenkę „Lieta na okna”, do której pod koniec sierpnia wydano teledysk, który szybko osiągnął 1 milion wyświetleń na portalu YouTube.
Pod koniec listopada grupa zdobyła statuetkę „Zołotoj Grammofon” za singiel „Ja budu niebam Twaim”. Uroczystość odbyła się w Kremlu, a zwycięską piosenkę zaśpiewały na żywo.

## Składy
| lp. | Okres             | Skład                      | Skład                      | Skład                      | Skład                      |
| --- | ----------------- | -------------------------- | -------------------------- | -------------------------- | -------------------------- |
| 1.  | 09.1999 – 01.2000 | Irina Nelson               |                            |                            |                            |
| 2.  | 01.2000 – 09.2001 | Irina Nelson               | Olga Koszelewa             | Denis Dawidowskij          |                            |
| 3.  | 09.2001 – 03.2002 | Irina Nelson               | Olga Koszelewa             | Denis Dawidowskij          | Grigorij Rozow (DJ Silver) |
| 4.  | 03.2002 – 04.2002 | Irina Nelson               | Olga Koszelewa             | Grigorij Rozow (DJ Silver) |                            |
| 5.  | 04.2002 – 05.2002 | Irina Nelson               | Grigorij Rozow (DJ Silver) |                            |                            |
| 6.  | 05.2002 – 02.2006 | Irina Nelson               | Grigorij Rozow (DJ Silver) | Аlona Torganowa            |                            |
| 7.  | 02.2006 – 01.2007 | Irina Nelson               | Grigorij Rozow (DJ Silver) | Alona Torganowa            | Żenia Małachowa            |
| 8.  | 01.2007 – 02.2007 | Grigorij Rozow (DJ Silver) | Alona Torganowa            | Żenia Małachowa            |                            |
| 9.  | 02.2007 – 04.2007 | Grigorij Rozow (DJ Silver) | Alona Torganowa            | Żenia Małachowa            | Anastasija Studionkina     |
| 10. | 04.2007 – 05.2009 | Alona Torganowa            | Żenia Małachowa            | Anastasija Studionkina     |                            |
| 11. | 05.2009 – 09.2009 | Alona Torganowa            | Żenia Małachowa            |                            |                            |
| 12. | 09.2009 – 03.2011 | Alona Torganowa            | Żenia Małachowa            | Lena Maksimowa             |                            |
| 13. | 03.2011 – 05.2011 | Alona Torganowa            | Żenia Małachowa            |                            |                            |
| 14. | 05.2011 – 10.2011 | Alona Torganowa            | Żenia Małachowa            | Ana Baston                 |                            |
| 15. | 10.2011 – 01.2012 | Alona Torganowa            | Ana Baston                 |                            |                            |
| 16. | od 1 lutego 2012  | Irina Nelson               | Аlona Torganowa            |                            |                            |

## Dyskografia

### Studyjne albumy
- 2001 – Встречай новый день (Wstrieczaj nowyj dien’)
- 2002 – Сойти с ума (Sojti s uma)
- 2002 – Я тебя всегда буду ждать (Ja tebia wsiegda budu żdat’)
- 2003 – Это Любовь (Eta Lubow)
- 2004 – Non stop
- 2005 – Пульс (Puls)
- 2008 – Blondes 126
- 2014 – Memories

### Maxi-single (Składanki)
- 2002 – Сойти с ума (Sojti s uma) (singiel)
- 2002 – Way to your heart (singiel) Reflex & DJ Bobo
- 2004 – I can’t live without you (singiel) (Niemcy)
- 2005 – 18 Mne uzhe (singiel) (Niemcy)
- 2005 – I lose my mind (singiel) (Francja)

### Kolekcje
- 2005 – Liryka. Lublu.
- 2010 – Luczszje Piesni

### Album z remiksami
- 2006 – Gariem (Lounge & Chillout remiksy utworów z poprzednich albumów)

## Wideoklipy
| Rok wydania | Klipy                                       | Reżyser                                 | Wystąpili                                                                   |
| ----------- | ------------------------------------------- | --------------------------------------- | --------------------------------------------------------------------------- |
| 1999        | „Dalnij swiet”                              | Wiaczesław Tiurin                       | Irina Nelson                                                                |
| 2000        | „Wstrieczaj nowyj dien’”                    | Wiaczesław Tiurin                       | Irina Nelson, Olga Koszelewa, Denis Dawidowskij                             |
| 2001        | „Skolko liet, skolko zim”                   | Wiaczesław Tiurin                       | Irina Nelson, Olga Koszelewa, Denis Dawidowskij, Grigorij Rozow (DJ Silver) |
| 2001        | „Sojti s uma”                               | Wiaczesław Tiurin                       | Irina Nelson, Olga Koszelewa, Denis Dawidowskij                             |
| 2002        | „Pierwyj raz”                               | Wiaczesław Tiurin                       | Irina Nelson, Grigorij Rozow (DJ Silver), Alona Torganowa                   |
| 2002        | „Ja tebia wsiegda budu żdat’”               | Bachodyr Juldaszew                      | Irina Nelson, Grigorij Rozow (DJ Silver), Alona Torganowa                   |
| 2003        | „Mnie trudno goworit’”                      | Wiaczesław Tiurin i Bachodyr Juldaszew  | Irina Nelson, Grigorij Rozow (DJ Silver), Alona Torganowa                   |
| 2003        | „I can’t live without you”                  | Wiaczesław Tiurin i Bahodyr Juldaszev   | Irina Nelson, Grigorij Rozow (DJ Silver), Alona Torganowa                   |
| 2003        | „Eto Nowyj god”                             | Praca fanów                             | Irina Nelson, Grigorij Rozow (DJ Silver), Alona Torganowa                   |
| 2003        | „Padali zwiozdy”                            | Wiaczesław Tiurin                       | Irina Nelson, Grigorij Rozow (DJ Silver), Alona Torganowa                   |
| 2003        | „Możet byt’ pokazałos’”                     | Aleksandr Igudin                        | Irina Nelson, Grigorij Rozow (DJ Silver), Alona Torganowa                   |
| 2004        | „Non-Stop”                                  | Aleksandr Igudin                        | Irina Nelson, Grigorij Rozow (DJ Silver), Alona Torganowa                   |
| 2004        | „Non-Stop” (angielskojęzyczna wersja)       | Aleksandr Igudin                        | Irina Nelson, Grigorij Rozow (DJ Silver), Alona Torganowa                   |
| 2004        | „Lublu”                                     | Semjon Gorow                            | Irina Nelson, Grigorij Rozow (DJ Silver), Alona Torganowa                   |
| 2004        | „I lose my mind”                            | Siemion Gorow                           | Irina Nelson, Grigorij Rozow (DJ Silver), Alona Torganowa                   |
| 2005        | „Tancy”                                     | Witalij Muchamietzianow                 | Irina Nelson, Grigorij Rozow (DJ Silver), Alona Torganowa                   |
| 2006        | „Ja razbila nebo” (wersja pierwsza)         | Witalij Muchamietzianow                 | Irina Nelson, Grigorij Rozow (DJ Silver), Alona Torganowa                   |
| 2006        | „Ja razbiła nebo” (wersja druga)            | Witalij Muchamietzianow                 | Irina Nelson, Grigorij Rozow (DJ Silver), Alona Torganowa, Żenia Małachowa  |
| 2006        | „Żostkoje disko”                            | Siemjon Garav i Witalij Muchamietzianow | Irina Nelson, Grigorij Rozow (DJ Silver), Alona Torganowa, Żenia Małachowa  |
| 2007        | „Nauczi lubit’”                             | Witalij Muchamietzianow                 | Alona Torganowa, Żenia Małachowa, Anastasija Studionkina                    |
| 2007        | „Połowinka”                                 | Wiaczesław Tiurin                       | Alona Torganowa, Żenia Małachowa, Anastasija Studionkina                    |
| 2008        | „Szanel”                                    | Aleksandr Igudin                        | Alona Torganowa, Żenia Małachowa, Anastasija Studionkina                    |
| 2009        | „Diewoczka-wietier”                         | Wiaczesław Tiurin                       | Alona Torganowa, Żenia Małachowa, Lena Maksimowa                            |
| 2010        | „C’est la vie” (Reflex i Irina Nelson)      | Witalij Muchamietzianow                 | Alona Torganowa, Żenia Małachowa, Lena Maksimowa feat. Irina Nelson         |
| 2010        | „Biełaja mietielica”                        | Wideo promo                             | Alona Torganowa, Żenia Małachowa, Lena Maksimowa                            |
| 2012        | „Ja budu niebom twoim”                      | Wiaczesław Tiurin                       | Alona Torganowa, Irina Nelson                                               |
| 2012        | „Potomu czto nie było tiebia” (wersja 2012) | Wiaczesław Tiurin                       | Alona Torganowa, Irina Nelson                                               |
| 2012        | „Jesli niebo nie za nas”                    | Wiaczesław Tiurin                       | Alona Torganowa, Irina Nelson                                               |
| 2013        | „Leto na okna”                              | Wiaczesław Tiurin                       | Alona Torganowa, Irina Nelson                                               |
| 2014        | „Prikosnowenije”                            | Wiaczesław Tiurin                       | Alona Torganowa, Irina Nelson                                               |

## Single
| Rok  | Nazwa                                 | Skład                                                                       |
| ---- | ------------------------------------- | --------------------------------------------------------------------------- |
| 1999 | Dalnij swiet                          | Irina Nelson                                                                |
| 1999 | Gori-gori Jasno                       | Irina Nelson                                                                |
| 1999 | Woda                                  | Irina Nelson                                                                |
| 2000 | Ja ustała                             | Irina Nelson, Olga Koszelewa, Denis Dawidowskij                             |
| 2000 | Wstrieczaj nowyj dien’                | Irina Nelson, Olga Koszelewa, Denis Dawidowskij                             |
| 2000 | Pobieg                                | Irina Nelson, Olga Koszelewa, Denis Dawidowskij                             |
| 2000 | Nie goni mienia, wietier              | Irina Nelson, Olga Koszelewa, Denis Dawidowskij                             |
| 2000 | Wstrieczaj nowyj dien’                | Irina Nelson, Olga Koszelewa, Denis Dawidowskij                             |
| 2001 | Wysze, czem dien'                     | Irina Nelson, Olga Koszelewa, Denis Dawidowskij                             |
| 2001 | Ty uże daleko                         | Irina Nelson, Olga Koszelewa, Denis Dawidowskij                             |
| 2001 | Sojti s uma                           | Irina Nelson, Olga Koszelewa, Denis Dawidowskij                             |
| 2001 | Moja lubow'                           | Irina Nelson, Olga Koszelewa, Denis Dawidowskij                             |
| 2001 | Skolko liet, skolko zim               | Irina Nelson, Olga Koszelewa, Denis Dawidowskij                             |
| 2001 | Skolko liet, skolko zim (Nowa wersja) | Irina Nelson, Olga Koszelewa, Denis Dawidowskij, Grigorij Rozow (DJ Silver) |
| 2002 | Dalnij swiet (Nowa wersja)            | Irina Nelson, Olga Koszelewa, Grigorij Rozow (DJ Silver)                    |
| 2002 | Way To Your Heart                     | Irina Nelson, Grigorij Rozow (DJ Silver), Alona Torganowa                   |
| 2002 | Pierwyj raz                           | Irina Nelson, Grigorij Rozow (DJ Silver), Alona Torganowa                   |
| 2002 | Ja tebia wsiegda budu żdat’           | Irina Nelson, Grigorij Rozow (DJ Silver), Alona Torganowa                   |
| 2002 | Potomu czto nie było tiebia           | Irina Nelson, Grigorij Rozow (DJ Silver), Alona Torganowa                   |
| 2002 | Eto lubow’                            | Irina Nelson, Grigorij Rozow (DJ Silver), Alona Torganowa                   |
| 2003 | Mnie trudno goworit’                  | Irina Nelson, Grigorij Rozow (DJ Silver), Alona Torganowa                   |
| 2003 | I Can’t Live Without You              | Irina Nelson, Grigorij Rozow (DJ Silver), Alona Torganowa                   |
| 2003 | Padali zwiozdy                        | Irina Nelson, Grigorij Rozow (DJ Silver), Alona Torganowa                   |
| 2003 | Eto Nowyj god!                        | Irina Nelson, Grigorij Rozow (DJ Silver), Alona Torganowa                   |
| 2003 | Gorod placziet                        | Irina Nelson, Grigorij Rozow (DJ Silver), Alona Torganowa                   |
| 2003 | Non stop                              | Irina Nelson, Grigorij Rozow (DJ Silver), Alona Torganowa                   |
| 2003 | Non stop (anglojęzyczna wersja)       | Irina Nelson, Grigorij Rozow (DJ Silver), Alona Torganowa                   |
| 2003 | Możet byt’ pokazalas’                 | Irina Nelson, Grigorij Rozow (DJ Silver), Alona Torganowa                   |
| 2003 | Zima                                  | Irina Nelson, Grigorij Rozow (DJ Silver), Alona Torganowa                   |
| 2003 | Ja hacziu byt’ riadom                 | Irina Nelson, Grigorij Rozow (DJ Silver), Alona Torganowa                   |
| 2003 | Osienny Priziw                        | Irina Nelson, Grigorij Rozow (DJ Silver), Alona Torganowa                   |
| 2003 | Delfin                                | Irina Nelson, Grigorij Rozow (DJ Silver), Alona Torganowa                   |
| 2004 | Lublu                                 | Irina Nelson, Grigorij Rozow (DJ Silver), Alona Torganowa                   |
| 2004 | Acka-Raga                             | Irina Nelson, Grigorij Rozow (DJ Silver), Alona Torganowa                   |
| 2004 | Snieg w duszie (Prasiaj)              | Irina Nelson, Grigorij Rozow (DJ Silver), Alona Torganowa                   |
| 2004 | Nicziewo tibe nie rasskażu            | Irina Nelson, Grigorij Rozow (DJ Silver), Alona Torganowa                   |
| 2004 | I lose my mind                        | Irina Nelson, Grigorij Rozow (DJ Silver), Alona Torganowa                   |
| 2004 | Radio Lubwi                           | Irina Nelson, Grigorij Rozow (DJ Silver), Alona Torganowa                   |
| 2004 | Jesli niebo nie za nas                | Irina Nelson, Grigorij Rozow (DJ Silver), Alona Torganowa                   |
| 2005 | Alive                                 | Irina Nelson, Grigorij Rozow (DJ Silver), Alona Torganowa                   |
| 2005 | 18 Mne Uże                            | Irina Nelson, Grigorij Rozow (DJ Silver), Alona Torganowa                   |
| 2005 | Tancy                                 | Irina Nelson, Grigorij Rozow (DJ Silver), Alona Torganowa                   |
| 2005 | Ja budu pomnit'                       | Irina Nelson, Grigorij Rozow (DJ Silver), Alona Torganowa                   |
| 2005 | Polowinka (2005)                      | Irina Nelson, Grigorij Rozow (DJ Silver), Alona Torganowa                   |
| 2005 | Nauczi Lubit’ (Wersja 2005)           | Irina Nelson, Grigorij Rozow (DJ Silver), Alona Torganowa                   |
| 2005 | Rock ‘n’ Roll                         | Irina Nelson, Grigorij Rozow (DJ Silver), Alona Torganowa                   |
| 2005 | Nie goni mienia wietier               | Irina Nelson, Grigorij Rozow (DJ Silver), Alona Torganowa                   |
| 2005 | Ja rozbiła niebo (Wersja pierwsza)    | Irina Nelson, Grigorij Rozow (DJ Silver), Alona Torganowa                   |
| 2005 | Wysze cziem dien'                     | Irina Nelson, Grigorij Rozow (DJ Silver), Alona Torganowa                   |
| 2006 | Zapach nowogo goda                    | Irina Nelson, Grigorij Rozow (DJ Silver), Alona Torganowa                   |
| 2006 | Ja slowna wietier                     | Irina Nelson, Grigorij Rozow (DJ Silver), Alona Torganowa                   |
| 2006 | Taniec dlja niewo                     | Irina Nelson, Grigorij Rozow (DJ Silver), Alona Torganowa                   |
| 2006 | Ja rozbiła niebo (Wersja druga)       | Irina Nelson, Grigorij Rozow (DJ Silver), Alona Torganowa, Żenia Małachowa  |
| 2006 | Żostkoje disko                        | Irina Nelson, Grigorij Rozow (DJ Silver), Alona Torganowa, Żenia Małachowa  |
| 2006 | Nauczi Lubit'(Guitar Mix)             | Irina Nelson, Grigorij Rozow (DJ Silver), Alona Torganowa, Żenia Małachowa  |
| 2006 | Malinowka                             | Irina Nelson, Grigorij Rozow (DJ Silver), Alona Torganowa, Żenia Małachowa  |
| 2007 | Nauczi lubit’                         | Alona Torganowa, Żenia Małachowa, Anastasija Studionkina                    |
| 2007 | Polowinka                             | Alona Torganowa, Żenia Małachowa, Anastasija Studionkina                    |
| 2008 | Szanel                                | Alona Torganowa, Żenia Małachowa, Anastasija Studionkina                    |
| 2008 | Za Taboj                              | Alona Torganowa, Żenia Małachowa, Anastasija Studionkina                    |
| 2008 | Slucziajno                            | Alona Torganowa, Żenia Małachowa, Anastasija Studionkina                    |
| 2008 | Poterialis                            | Alona Torganowa, Żenia Małachowa, Anastasija Studionkina                    |
| 2008 | Kak Bonie i Claid                     | Alona Torganowa, Żenia Małachowa, Anastasija Studionkina                    |
| 2008 | Ja budu wierit'                       | Alona Torganowa, Żenia Małachowa, Anastasija Studionkina                    |
| 2008 | Dwa slowa                             | Alona Torganowa, Żenia Małachowa, Anastasija Studionkina                    |
| 2008 | Igra                                  | Alona Torganowa, Żenia Małachowa, Anastasija Studionkina                    |
| 2008 | Prosta Lubitsa                        | Alona Torganowa, Żenia Małachowa, Anastasija Studionkina                    |
| 2009 | Prosto lubit’                         | Alona Torganowa, Żenia Małachowa                                            |
| 2009 | Diewoczka-wietier                     | Alona Torganowa, Żenia Małachowa, Lena Maksimowa                            |
| 2009 | Moj lubimyj gorod                     | Alona Torganowa, Żenia Małachowa, Lena Maksimowa                            |
| 2009 | Szanel’ (2009)                        | Alona Torganowa, Żenia Małachowa, Lena Maksimowa                            |
| 2009 | Nauczi Lubit (2009)                   | Alona Torganowa, Żenia Małachowa, Lena Maksimowa                            |
| 2009 | Eta nowyj god! (2009)                 | Alona Torganowa, Żenia Małachowa, Lena Maksimowa                            |
| 2010 | C’est la vie                          | Alona Torganowa, Żenia Małachowa, Lena Maksimowa feat. Irina Nelson         |
| 2010 | Biełaja mietielica                    | Alona Torganowa, Żenia Małachowa, Lena Maksimowa                            |
| 2011 | Adrenalin                             | Alona Torganowa, Żenia Małachowa, Ana Baston                                |
| 2011 | Nauczi Lubit’ (2011)                  | Alona Torganowa, Żenia Małachowa, Ana Baston                                |
| 2011 | Non stop (2011)                       | Alona Torganowa, Żenia Małachowa, Ana Baston                                |
| 2012 | Ja budu niebom twoim                  | Alona Torganowa, Irina Nelson                                               |
| 2012 | Potomu czto nie było tiebia (2012)    | Alona Torganowa, Irina Nelson                                               |
| 2012 | Jesli niebo nie za nas (2012)         | Alona Torganowa, Irina Nelson                                               |
| 2013 | Moj angel                             | Alona Torganowa, Irina Nelson feat. Elvira T                                |
| 2013 | Leto na okna                          | Alona Torganowa, Irina Nelson                                               |
| 2013 | Żostkoje Disko (2013)                 | Alona Torganowa, Irina Nelson                                               |
| 2013 | Takije Diewuszki Kak Zwiozdy          | Alona Torganowa, Irina Nelson                                               |
| 2014 | Tancy (Wersja 2014)                   | Alona Torganowa, Irina Nelson                                               |
| 2014 | Angel (Wersja 2014)                   | Alona Torganowa, Irina Nelson                                               |
| 2014 | Możiet byt’ pokazalos (Wersja 2014)   | Alona Torganowa, Irina Nelson                                               |
| 2014 | Nie goni mienia wietier (Wersja 2014) | Alona Torganowa, Irina Nelson                                               |
| 2014 | Mnie Trudno Gawarit’ (Wersja 2014)    | Alona Torganowa, Irina Nelson                                               |
| 2014 | Waspominania o budussziem             | Alona Torganowa, Irina Nelson                                               |
| 2014 | Ja za tebia molius                    | Alona Torganowa, Irina Nelson                                               |
| 2014 | Prikosnowenije                        | Alona Torganowa, Irina Nelson                                               |